# Pjena
Pjena je nakupina mjehurića na površini tekućine izazvana mehanički ili kemijski (vrenjem, mućkanjem). Može biti: morska pjena, pjena od sapunice, gornji sloj u čaši piva i dr. Nastaje zarobljavanjem plina u tekućini ili krutini. Volumen plina u većini pjena je velik, s tankim slojevima tekućine ili krutine koji odvajaju plinovite dijelove.
Krute pjene mogu imati zatvorene ili otvorene stanice. U pjeni zatvorenih stanica, plin oblikuje diskretne džepove, od kojih je svaki potpuno okružen čvrstim materijalom. Kod pjene s otvorenim stanicama, otvori za plin međusobno su povezani. Spužva za pranje suđa primjer je pjene otvorenih stanica: voda lako teče kroz cijelu strukturu, zamjenjujući zrak. Prostirka za kampiranje primjer je pjene zatvorenih stanica: otvori za plin odvojeni su jedan od drugog tako, da prostirka ne može upiti vodu.
Pjene su primjeri dispergiranih medija. Plin je općenito prisutan, pa je pjena podijeljena na plinske mjehuriće različitih veličina (tj. materijal je polidisperzan) - odvojen tekućim područjima koja mogu formirati filmove. Oni postaju sve tanji i tanji kako tekuća faza istječe iz sustava filma. Kada je glavna skala mala, tj. za vrlo finu pjenu, ovaj dispergirani medij može se smatrati vrstom koloida.
Pjena se također može odnositi na nešto što je analogno pjeni, kao što je: kvantna pjena, poliuretanska pjena (pjenasta guma), XPS pjena, polistiren, fenolna pjena ili mnoge druge umjetne pjene.

## Galerija
- Pjena od kave.
- Mjehurići pjene.
- Pjena od kupanja.
- Pjena party.